# Bill Stewart (sport, 1894)
Pour les articles homonymes, voir Bill Stewart et Stewart.
Temple de la renommée américain : 1982
William Joseph Stewart (né le 26 septembre 1894 à Fitchburg dans l'État du Massachusetts aux États-Unis - mort le 14 février 1964 à Boston) est un entraîneur et un arbitre de hockey sur glace ainsi qu'un arbitre de baseball.

## Biographie

### Baseball
Stewart passe son enfance Boston, et pratique le baseball, le hockey sur glace et l'athlétisme en secondaires. Il devient joueur le Ligues mineures en 1913 et évolue en New England League avec Worcester puis à Montréal avec les Royaux en Ligue internationale. Engagé volontaire en 1917, il participe à la Première Guerre mondiale dans la marine. Après sa libération, il est recruté par les White Sox de Chicago mais doit se contenter de jouer en Ligues mineures comme lanceur puis comme joueur-manager jusqu'en 1930.
Stewart devient arbitre en 1930. Il opère d'abord en Eastern League, puis en Ligue internationale avant de rejoindre la Ligue nationale en 1933. Arbitre de Ligue majeure du 23 septembre 1933 au 26 septembre 1954, Stewart est responsable des parties de Séries mondiales en 1937, 1943, 1948 et 1953 et des Matches des étoiles 1936, 1940, 1948 et 1954. Stewart arbitre une série de 715 matchs consécutifs entre 1933 et 1938. Une appendicite met fin à cette série.  
Stewart se retire de l'arbitrage en janvier 1955. Ford Frick, le commissaire du baseball, lui avait promis le poste de superviseur de la Ligue en matière d'arbitrage, mais le président de la Ligue nationale, Warren Giles, renonce à nommer un superviseur. Il devient alors recruteur pour les Indians de Cleveland de 1958 à 1962 et les Senators de Washington en 1963. 

### Hockey sur glace
Parallèlement à sa carrière dans le baseball, il devient, en 1928, le premier arbitre américain à officier dans la Ligue nationale de hockey. Le 14 mars 1933, lors d'un match entre les Black Hawks de Chicago et les Bruins de Boston, il exclut Tommy Gorman, l'entraîneur de Chicago. En réaction à cette exclusion, les joueurs refusent de retourner sur la glace et il déclare alors les Bruins vainqueurs par forfait sur le score de 1-0. Paradoxalement, quatre ans plus tard, il devient le 14e entraîneur des Black Hawks et succède ainsi à Clem Loughlin. Pour sa première saison comme entraîneur d'une franchise de la LNH, il mène les Black Hawks à la conquête de la deuxième Coupe Stanley de leur histoire ; il devient ainsi le premier entraîneur américain à remporter cette coupe. Il est cependant remercié la saison suivante, alors que l'équipe n'a remporté que 3 de ses dix sept derniers matchs ; il retrouve son poste d'arbitre qu'il avait mis entre parenthèses après un bilan de 79 matchs passés à la tête des Black Hawks pour 29 victoires, 38 défaites et 12 matchs nuls. Il prend sa retraite d'arbitre de hockey en 1941. En 1957, il devient entraîneur de l'équipe des États-Unis de hockey sur glace mais celle-ci ne participe pas au championnat du monde, boycotté par les Canadiens et les Américains à la suite des évènements de l'année précédente lors de l'insurrection de Budapest. En 1982, il est intronisé au temple de la renommée du hockey américain.

## Parenté dans le sport
Il est le grand-père du joueur et arbitre de hockey professionnel, Paul Stewart.